# Diether Rudloff
Diether Rudloff (* 6. November 1926 in Kiel; † 19. Januar 1989 in La Floresta, Provinz Lleida, Spanien) war ein deutscher Kunsthistoriker, Anthroposoph und Schriftsteller.

## Leben
Geboren in Kiel als erstes von vier Kindern, verbrachte er viele Tage in den Räumen der väterlichen Kunstdruckhandlung und in der Vergolder-Werkstatt seines Großvaters. Seine Schulzeit reichte genau von 1933 bis 1945, und er beendete sie als Luftschutzmelder und Flakhelfer mit dem Kriegsabitur. Von Kindheit an war Rudloff wegen seiner Polio-Erkrankung an einen Körper gebunden, der nur mit einem Rollstuhl und unter großen Anstrengungen bewegt werden konnte.
Das Studium der Kunstgeschichte, Geschichte und Archäologie nahm er an der Universität Kiel auf. Neben dem Studium gründete er mit Kommilitonen eine anthroposophische Studentengruppe. 1953 schloss er sein Studium mit einer Dissertation über die Preetzer Klosterkirche ab.
Von 1954 bis 1961 inventarisierte er im Auftrag des Erbgroßherzogs Nikolaus von Oldenburg die Gemäldesammlung im Eutiner Schloss, richtete hier ein Museum ein, hielt Vorträge und lehrte Kunstgeschichte an verschiedenen Waldorfschulen. Von 1962 bis 1977 arbeitete er als Feuilleton-Redakteur bei der anthroposophischen Zeitschrift Die Kommenden, der er bis zu seinem Tode verbunden blieb.
1977 gründete er seinen eigenen Verlag für Kunst und Geisteswissenschaft in Gundelfingen im Breisgau, wo er in fünf „verschiedenfarbigen“ Buchreihen seine umfassend angelegte – aber nur teilweise realisierte – Kunstgeschichte publizierte. Daneben war er in verschiedenen Einrichtungen Seminarleiter und Vortragsredner; außerdem führte er zahlreiche Kunstreisen.
Auf seinem Landgut in Katalonien verbrachte er mit seiner Frau Waltraud seine letzten Lebensjahre. Vier Monate nach ihrem Tod entschlief er dort in seinem Kaminsessel.

## Werke
- Die Bau- und Kunstgeschichte der Klosterkirche Preetz in Holstein. Mit einem Exkurs über das Problem der Stutzbasilika. Dissertation Kiel 1953
- Schloß Eutin (Große Baudenkmäler, Heft 151), Deutscher Kunstverlag, München/Berlin 1957
- Raumgestaltung. Putz und Stuck in alter und neuer Zeit, zwischen Purismus und Schmuckfreudigkeit. Rombach, Freiburg im Breisgau 1971
- Wird die Schönheit die Welt retten? Die therapeutische Mission der Kunst. Jakobus-Verlag (Rote Reihe 1), Gundelfingen 1977
- Mit Widersprüchen leben. Spaniens Beitrag zur Kunst- und Geistesgeschichte Europas. Jakobus (Blaue Reihe 1), Gundelfingen 1977
- Apokalypse und Prophetie. Novalis und die Kunst des 20. Jahrhunderts. Jakobus (Rote Reihe 2), Gundelfingen 1977
- Die Zerstückelung des Dionysos. Vom Sinn der Stillosigkeit des 20. Jahrhunderts. Jakobus (Gelbe Reihe 1), Gundelfingen 1978
- Triumph der Rationalität – verzaubernder Charme. Frankreichs Beitrag zur Kunst- und Geistesgeschichte Europas. Jakobus (Blaue Reihe 2), Gundelfingen 1978
- Zwischen Vision und Konstruktion. Der Ost-Westgegensatz in der europäischen Kunst. Jakobus (Blaue Reihe 3), Gundelfingen 1978
- Von Edward Munch zu Paul Klee. Jakobus (Gelbe Reihe 2), Gundelfingen 1979
- Von Ernst Barlach bis Henry Moore. Jakobus (Gelbe Reihe 3), Gundelfingen 1979
- Einheit in der Vielfalt. Grundlagen und Anfänge der europäischen Kunst bis zum Jahr 1000. Jakobus (Violette Reihe 1), Gundelfingen 1979
- Romanisches Katalonien. Kultur – Kunst – Geistesgeschichte. Verlag Urachhaus, Stuttgart 1980, ISBN 3-87838-273-1
- Magisches Dunkel und beredtes Schweigen. Die Epoche der romanischen Kunst von 1000 bis 1250. Jakobus (Violette Reihe 2), Gundelfingen 1981
  - Neuausgabe (mit Fotos von Gerhard Schütz): Freie Print Edition, Grünenmatt 1993, ISBN 3-906104-02-8
- Von Gabriel zu Michael. Zur kulturellen Signatur des 19. Jahrhunderts. Die Kommenden, Freiburg im Breisgau 1982
- Unvollendete Schöpfung. Künstler im zwanzigsten Jahrhundert. Urachhaus, Stuttgart 1982, ISBN 3-87838-368-1
- Himmelskunst – Erdenkunst. Der Wandel des Schönen von der Antike bis zum Mittelalter. Jakobus (Grüne Reihe 1), Gundelfingen 1983
- Die Geburt der individuellen Schönheit. Von der Renaissance vis zur Gegenwart. Jakobus (Grüne Reihe 2), Gundelfingen 1983
- Manfred Welzel. Plastiken, Zeichnungen, Aphorismen. Verlag Freies Geistesleben, Stuttgart 1984, ISBN 3-7725-0823-5
- Freiheit und Liebe. Grundlage einer Ästhetik der Zukunft. Freies Geistesleben, Stuttgart 1986
- Die Parabel der sieben Künste. Über den Zusammenhang der Künste mit dem Wesen des Menschen. Grundlegendes zu einer spirituellen Ästhetik. Novalis Verlag, Schaffhausen 1987, ISBN 3-7214-0562-5
- Kosmische Bildwelt der Romanik. Die Kirchendecke von Zillis (mit Christoph Eggenberger). Verlag Peter Hemann/Urachhaus, Basel/Stuttgart 1989

## Dokumentarfilme
- El Gran Somni d'en Rudloff (2011). Regie: Andreas Strasser: filmisches Porträt (Originalsprache: deutsch und katalanisch), gesendet im katalanischen Fernsehen TV3